# Об'єднаний оперативний штаб ЗС України
Об'єднаний оперативний штаб Збройних Сил України — орган управління міжвидовими та міжвідомчими угрупованнями військ (сил) для проведення спеціальних операцій за завданням Верховного Головнокомандувача Збройними силами України та Генерального штабу ЗСУ. 
З 14:00 30.04.2018 року здійснює оперативне керівництво об'єднаними силами на території проведення військової операції на Сході України, — замість штабу АТО та антитерористичного центру СБУ.

## Мета
Здійснює безпосереднє керівництво силами та засобами Збройних сил України, інших військових формувань, Міністерства внутрішніх справ України, Національної поліції України, центрального органу виконавчої влади, яке реалізує державну політику у сфері цивільного захисту, які залучаються до здійснення заходів із забезпечення національної безпеки і оборони, стримування і відсічі російської збройної агресії в Донецькій та Луганській областях.

## Історія
Утворений і сформований в рамках реформування Збройних сил України у 2015—2016 роках. На Об'єднаний оперативний штаб покладено питання оперативного управління застосуванням військ (сил).
З прийняттям у січні 2018 року Закону України «Про особливості державної політики із забезпечення державного суверенітету України на тимчасово окупованих територіях у Донецькій та Луганській областях» керівництво операцією на Сході України покладено на Об'єднаний оперативний штаб ЗСУ.
16 березня 2018 року Командувачем об'єднаних сил призначений генерал-лейтенант Сергій Наєв.
30 квітня 2018 року Президент України, Верховний Головнокомандувач Збройних Сил України Петро Порошенко підписав Наказ Верховного Головнокомандувача ЗСУ «Про початок операції Об'єднаних сил із забезпечення національної безпеки і оборони, відсічі та стримування збройної агресії Російської Федерації на території Донецької та Луганської областей». Згідно з Наказом з 14:00 30 квітня 2018 року розпочато операцію об'єднаних сил відповідно до плану операції об'єднаних сил. Також Президент підписав наказ Верховного Головнокомандувача «Про затвердження положення про Об'єднаний оперативний штаб ЗСУ».

## Функції
Командувач об'єднаних сил реалізує свої повноваження через Об'єднаний оперативний штаб Збройних Сил України. Повноваження Командувача об'єднаних сил визначаються положенням про Об'єднаний оперативний штаб Збройних Сил України, яке розробляється Генеральним штабом ЗСУ та затверджується Верховним Головнокомандувачем за поданням Міністра оборони України.
Об'єднаний оперативний штаб Збройних Сил України через відповідні органи військового управління здійснює планування, організацію та контроль виконання заходів із забезпечення національної безпеки і оборони, відсічі і стримування збройної агресії Російської Федерації у Донецькій та Луганській областях, спрямування, координацію і контроль за діяльністю військово-цивільних чи військових адміністрацій (у разі їх утворення) у Донецькій та Луганській областях з питань національної безпеки і оборони.

## Керівництво

### Командувач об'єднаних сил
(2018—травень 2019) — генерал-лейтенант Наєв Сергій Іванович
(травень — серпень 2019) — генерал-лейтенант Сирський Олександр Станіславович
(з серпня 2019) — генерал-лейтенант Кравченко Володимир Анатолійович

### Начальник штабу — перший заступник Командувача об'єднаних сил
(2018) — генерал-майор Залужний Валерій Федорович

### Начальник Об'єднаного оперативного штабу ЗСУ
(2016) — генерал-лейтенант Сирський Олександр Станіславович
(з липня 2019) — генерал-лейтенант Артеменко Артур Миколайович

### Перший заступник начальника Об’єднаного оперативного штабу
(2019) — генерал-майор Залужний Валерій Федорович

### Начальник Головного командного центру — заступник начальника Об'єднаного оперативного штабу ЗСУ
(2016) — генерал-майор Богдан Бондар